# 816 Юліана
816 Юліана (816 Juliana) — астероїд головного поясу, відкритий 8 лютого 1916 року.
Тіссеранів параметр щодо Юпітера — 3,196.